# Філіпп III (король Наварри)
Філіпп III Шляхетний (*Philippe III el Noble, 27 березня 1306 — 16 вересня 1343) — король-співправитель Наварри (спільно з дружиною) у 1328—1343 роках.

## Біографія
Походив з роду Евре. Син графа Евреського Людовика і Маргарити де Артуа. Був онуком Філіпа III Капета, короля Франції. Здобув класичну освіту. У 1318 році був одружений з Іоанною, дочкою Людовика X, короля Франції і Наварри. Втім з огляду на малий вік дружини шлюб деякий час фактично не відбувався (це сталося лише 1324 року). У 1319 році після смерті батька успадкував Евреське графство.
У 1328 році після смерті Карла IV, короля Франції і Наварри, разом з дружиною висунув права на Наваррський трон. Новий французький король Філіпп VI Валуа визнав Філіппа і Жанну королем і королевою, водночас домігся від них відмови від Шампані і Брі. Того ж року звитяжив у поході проти повсталих міст Фландрії.
Визнавши королевою дружину Філіппа де Евре, наваррська знать відмовилася урівняти у правах Філіппа з Жанною II. Для врегулювання прав відправив до Наварри своїх представників Генріха де Сюллі й Філіппа де Мелуна. Зрештою Філіп де Евре домігся свого. Коронація Філіппа і Жанни відбулася в Кафедральному соборі Памплони 5 березня 1329 році. Водночас останні зобов'язалися передати трон синові після його повноліття.
У 1331 році Філіппом III з дружиною перебралися до своїх французьких володінь. В цей час до Наварри вдерлися кастильські війська, що претендували на область монастиря Фітеро. Але за підтримки Педро IV, короля Арагону, вдалося владнати конфлікт на користь Наварри і укласти угоду з Кастилією.
Філіпп III фактично перейняв владу над королівством, проводячи більш активну політику. При цьому вів перемовини з Філіппом IV, королем Франції, щодо виконання попередніх домовленостей щодо відмови від графств Шампань і Брі. У 1336 році в Вільнев-лез-Авіньйоні підтверджено відмову від графств дружини, натомість отримав графства Лонгвіль, Мортен і Ангулем, а також замки Бенон в Оні, Фонтене-л'Абатту в Пуату.
Значну увагу приділяв французьким володінням, залишивши в Наваррі намісника Генріха де Сюллі. Підтримав короля франції під час Столітньої війни проти Англії. У 1339 році брав участь у знятті облоги з міст Камбре і Турне.
У 1342 році приєднався до походу християнських держав на чолі із Альфонсо XI, королем Кастилії, проти Гранадського емірату. Під час облоги міста Альхесірас у 1343 році Філіппа III було смертельно поранено, він помер 16 вересня в Херес-дела-Фронтера. Поховано у Памплоні. Після цього його дружина стала одноосібною королевою.

## Сім'я

### Дружина
- Іоанна II (королева Наварри) (28 січня 1312 — 6 жовтня 1349) — королева Наварри.

### Діти
1. Іоанна (бл. 1326 — 3 липня 1387) — черниця в Лоншані
2. Марія (бл. 1329 — 29 квітня 1347) — дружина Педро IV (короля Арагону)
3. Людовик (1330 — 1334)
4. Бланка (1331 — 1398), дружина Філіпп VI Валуа, короля Франції
5. Карл (10 жовтня 1332 — 1 січня 1387) — король Наварри у 1348—1387 роках
6. Філіпп (бл. 1336 — 29 серпня 1363) — граф Лонгвілю.
7. Агнеса (бл. 1334 — 4 лютого 1396) — дружина Гастона III (графа Фуа).
8. Іоанна (бл. 1339 — 20 листопада 1403) — дружина Жана I, віконта Роґан
9. Людовик (1341 — 1372) — граф Бомон-ле-Роже